# Курсак
Курсак (фр. Coursac) насеље је и општина у југозападној Француској у региону Аквитанија, у департману Дордоња која припада префектури Периже.
По подацима из 2011. године у општини је живело 1951 становника, а густина насељености је износила 79,15 становника/km². Општина се простире на површини од 24,65 km². Налази се на средњој надморској висини од 135 метара (максималној 225 m, а минималној 89 m).

## Демографија
| 1962. | 1968. | 1975. | 1982. | 1990. | 1999. | 2011. |
| ----- | ----- | ----- | ----- | ----- | ----- | ----- |
| 483   | 496   | 549   | 877   | 1.175 | 1.345 | 1.951 |

График промене броја становника у току последњих година